# 994
Il 994 (CMXCIV in numeri romani) è un anno  del X secolo.

## Eventi
- Odilone diviene abate di Cluny. Resterà in carica fino alla morte (†; 1049), per ben 55 anni.
- Matera è devastata dai saraceni.

## Nati
- 7 novembre - Ibn Hazm, giurista e letterato arabo († 1064)
- Canuto il Grande, sovrano norreno († 1035)
- Erluino, cavaliere medievale normanno († 1078)
- Al-Bayhaqi, giurista persiano († 1066)

## Morti
- 9 marzo - Vitale di Castronovo, santo italiano
- 4 aprile - Ecberto il Guercio, nobile tedesco (n. 932)
- 23 aprile - Gerardo di Toul, vescovo e santo francese
- 11 maggio - Maiolo di Cluny, abate e santo francese
- 23 giugno - Lotario Udo I di Stade, nobile tedesco (n. 950)
- 8 luglio - Riccarda di Sualafeldgau, nobile austriaca
- 10 luglio - Leopoldo I di Babenberg, nobile tedesco (n. 940)
- 20 agosto - Fujiwara no Michinobu, poeta giapponese (n. 972)
- 28 agosto - Edvige di Svevia, nobile tedesca
- 28 ottobre - Sigerico di Canterbury, arcivescovo britannico
- 31 ottobre - Volfango di Ratisbona, monaco cristiano e vescovo tedesco (n. 924)
- Abu 'Isa al-Warraq, teologo arabo (n. 889)
- Sancho II Garcés di Navarra, re
- Al-Tanukhi, scrittore arabo (n. 941)
- Ali ibn Abbas al-Majusi, medico, psicologo e scrittore persiano (n. 930)
- Fujiwara no Takamitsu, poeta giapponese (n. 939)

## Calendario
| Calendario 994 | Calendario 994 | Calendario 994 | Calendario 994 | Calendario 994 | Calendario 994 | Calendario 994 | Calendario 994 | Calendario 994 | Calendario 994 | Calendario 994 | Calendario 994 | Calendario 994 | Calendario 994 | Calendario 994 | Calendario 994 | Calendario 994 | Calendario 994 | Calendario 994 | Calendario 994 | Calendario 994 | Calendario 994 | Calendario 994 | Calendario 994 | Calendario 994 | Calendario 994 | Calendario 994 | Calendario 994 | Calendario 994 | Calendario 994 | Calendario 994 | Calendario 994 | Calendario 994 |
| -------------- | -------------- | -------------- | -------------- | -------------- | -------------- | -------------- | -------------- | -------------- | -------------- | -------------- | -------------- | -------------- | -------------- | -------------- | -------------- | -------------- | -------------- | -------------- | -------------- | -------------- | -------------- | -------------- | -------------- | -------------- | -------------- | -------------- | -------------- | -------------- | -------------- | -------------- | -------------- | -------------- |
|                | 1              | 2              | 3              | 4              | 5              | 6              | 7              | 8              | 9              | 10             | 11             | 12             | 13             | 14             | 15             | 16             | 17             | 18             | 19             | 20             | 21             | 22             | 23             | 24             | 25             | 26             | 27             | 28             | 29             | 30             | 31             |                |
| Gennaio        | Lu             | Ma             | Me             | Gi             | Ve             | Sa             | Do             | Lu             | Ma             | Me             | Gi             | Ve             | Sa             | Do             | Lu             | Ma             | Me             | Gi             | Ve             | Sa             | Do             | Lu             | Ma             | Me             | Gi             | Ve             | Sa             | Do             | Lu             | Ma             | Me             |                |
| Febbraio       | Gi             | Ve             | Sa             | Do             | Lu             | Ma             | Me             | Gi             | Ve             | Sa             | Do             | Lu             | Ma             | Me             | Gi             | Ve             | Sa             | Do             | Lu             | Ma             | Me             | Gi             | Ve             | Sa             | Do             | Lu             | Ma             | Me             |                |                |                |                |
| Marzo          | Gi             | Ve             | Sa             | Do             | Lu             | Ma             | Me             | Gi             | Ve             | Sa             | Do             | Lu             | Ma             | Me             | Gi             | Ve             | Sa             | Do             | Lu             | Ma             | Me             | Gi             | Ve             | Sa             | Do             | Lu             | Ma             | Me             | Gi             | Ve             | Sa             |                |
| Aprile         | Do             | Lu             | Ma             | Me             | Gi             | Ve             | Sa             | Do             | Lu             | Ma             | Me             | Gi             | Ve             | Sa             | Do             | Lu             | Ma             | Me             | Gi             | Ve             | Sa             | Do             | Lu             | Ma             | Me             | Gi             | Ve             | Sa             | Do             | Lu             |                |                |
| Maggio         | Ma             | Me             | Gi             | Ve             | Sa             | Do             | Lu             | Ma             | Me             | Gi             | Ve             | Sa             | Do             | Lu             | Ma             | Me             | Gi             | Ve             | Sa             | Do             | Lu             | Ma             | Me             | Gi             | Ve             | Sa             | Do             | Lu             | Ma             | Me             | Gi             |                |
| Giugno         | Ve             | Sa             | Do             | Lu             | Ma             | Me             | Gi             | Ve             | Sa             | Do             | Lu             | Ma             | Me             | Gi             | Ve             | Sa             | Do             | Lu             | Ma             | Me             | Gi             | Ve             | Sa             | Do             | Lu             | Ma             | Me             | Gi             | Ve             | Sa             |                |                |
| Luglio         | Do             | Lu             | Ma             | Me             | Gi             | Ve             | Sa             | Do             | Lu             | Ma             | Me             | Gi             | Ve             | Sa             | Do             | Lu             | Ma             | Me             | Gi             | Ve             | Sa             | Do             | Lu             | Ma             | Me             | Gi             | Ve             | Sa             | Do             | Lu             | Ma             |                |
| Agosto         | Me             | Gi             | Ve             | Sa             | Do             | Lu             | Ma             | Me             | Gi             | Ve             | Sa             | Do             | Lu             | Ma             | Me             | Gi             | Ve             | Sa             | Do             | Lu             | Ma             | Me             | Gi             | Ve             | Sa             | Do             | Lu             | Ma             | Me             | Gi             | Ve             |                |
| Settembre      | Sa             | Do             | Lu             | Ma             | Me             | Gi             | Ve             | Sa             | Do             | Lu             | Ma             | Me             | Gi             | Ve             | Sa             | Do             | Lu             | Ma             | Me             | Gi             | Ve             | Sa             | Do             | Lu             | Ma             | Me             | Gi             | Ve             | Sa             | Do             |                |                |
| Ottobre        | Lu             | Ma             | Me             | Gi             | Ve             | Sa             | Do             | Lu             | Ma             | Me             | Gi             | Ve             | Sa             | Do             | Lu             | Ma             | Me             | Gi             | Ve             | Sa             | Do             | Lu             | Ma             | Me             | Gi             | Ve             | Sa             | Do             | Lu             | Ma             | Me             |                |
| Novembre       | Gi             | Ve             | Sa             | Do             | Lu             | Ma             | Me             | Gi             | Ve             | Sa             | Do             | Lu             | Ma             | Me             | Gi             | Ve             | Sa             | Do             | Lu             | Ma             | Me             | Gi             | Ve             | Sa             | Do             | Lu             | Ma             | Me             | Gi             | Ve             |                |                |
| Dicembre       | Sa             | Do             | Lu             | Ma             | Me             | Gi             | Ve             | Sa             | Do             | Lu             | Ma             | Me             | Gi             | Ve             | Sa             | Do             | Lu             | Ma             | Me             | Gi             | Ve             | Sa             | Do             | Lu             | Ma             | Me             | Gi             | Ve             | Sa             | Do             | Lu             |                |